# Ernest Gottlob de Mecklenburg

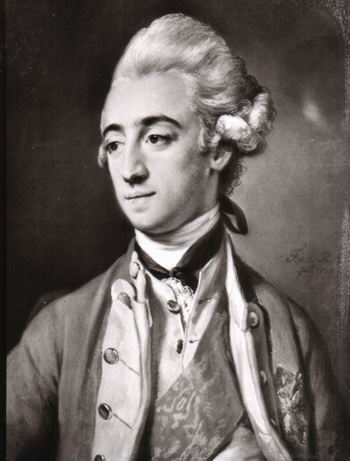
Ducele Ernest Gottlob de Mecklenburg

Ducele Ernest Gottlob Albert de Mecklenburg (27 august 1742 – 27 ianuarie 1814) a fost membru al Casei de Mecklenburg-Strelitz. A fost fratele mai mic al Ducelui Carol al II-lea de Mecklenburg-Strelitz și fratele mai mare al reginei Charlotte a Marii Britanii, care s-a căsătorit cu regele George al III-lea al Marii Britanii în 1761. Ernest și-a urmat sora în Anglia, unde a încercat, fără succes, să se căsătorească cu cea mai bogată moștenitoare din țară, Mary Eleanor Bowes.

## Biografie

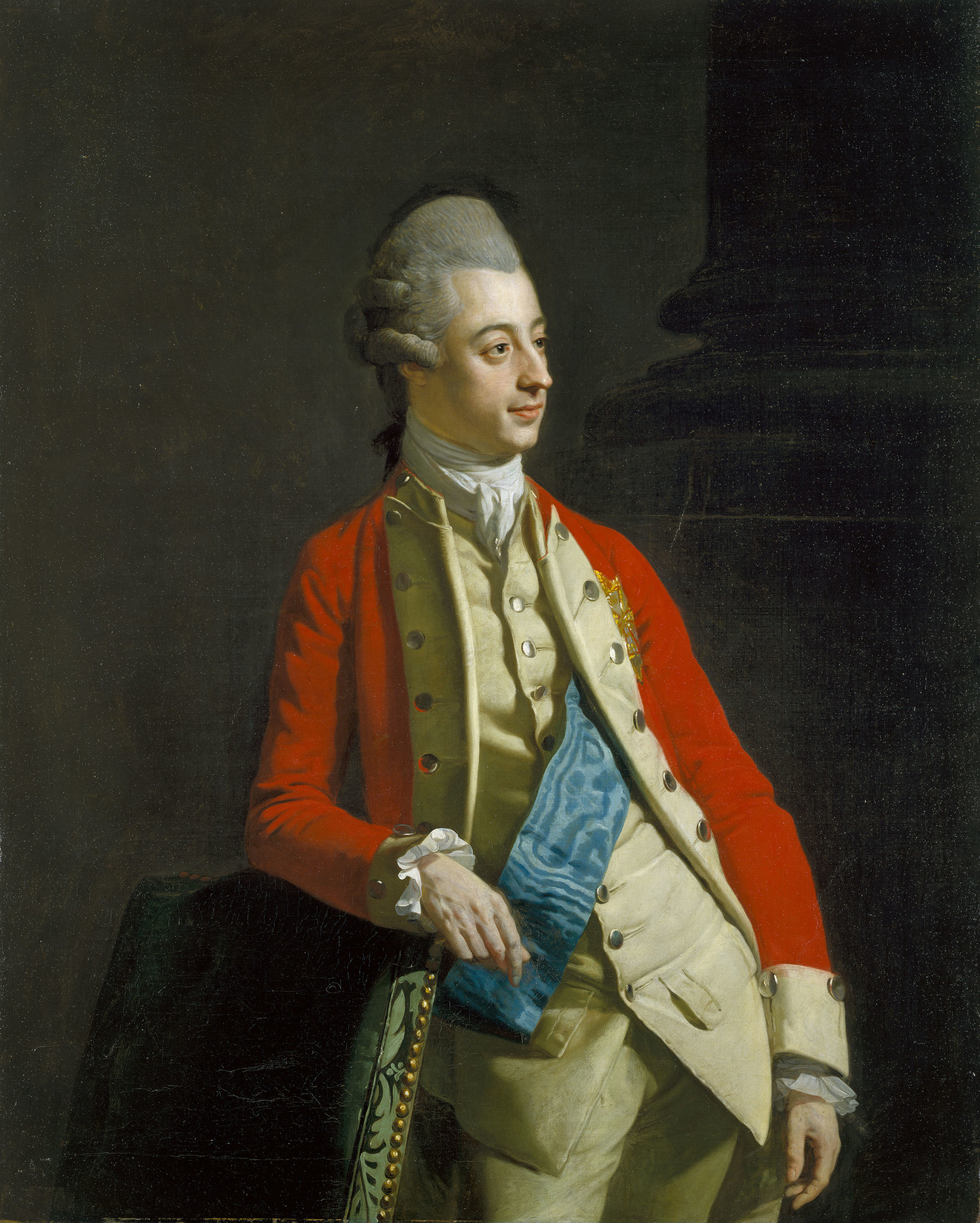
Ernest Gottlob de Mecklenburg

Ernest Gottlob Albert a fost al șaptelea copil și al treilea fiu al Ducelui Carl I Ludwig Frederick de Mecklenburg-Strelitz și a Prințesei Elisabeth Albertine de Saxa-Hildburghausen. Sora lui mai mică, Charlotte, s-a căsătorit cu regele George al III-lea al Marii Britanii. Doi dintre frații lui au fost regenți de Mecklenburg-Strelitz - Adolphus și Carl. În 1761, Ernest și-a urmat sora la Londra.
Ernest a fost descris de romanciera Sarah Scott ca "foarte frumos ca bărbat și o persoană agreabilă". Potrivit lui Scott, în martie 1762 Ernest "s-a îndrăgostit cu disperare" de Mary Eleanor Bowes, cea mai bogată moștenitoare din Marea Britanie și posibil cea mai bogată din Europa. Scott a speculat că o căsătorie ar fi avut loc și Ernest ar fi devenit chiar mai bogat decât fratele lui mai mare, Adolphus Frederick al IV-lea, Duce de Mecklenburg. Totuși, regele George al III-lea a anulat căsătoria deoarece nu era de acord ca cumnatul său să se căsătorească cu cineva care nu era de sânge regal. Garderobiera reginei Charlotte, Papendiek, a scris mulți ani mai târziu că mariajul "l-ar fi făcut un Prinț, într-adevăr, dar cum el era fratele mai mic, s-ar fi tulburat armonia casei de Mecklenburg-Strelitz". Ernest nu apare în scrisorile lui Mary și nu pare ca afecțiunea să fi fost reciprocă.
Charlotte a rămas apropiată cu toate rudele sale germane în timpul mariajului. Ca și fratele său Carol al II-lea, Ernest a beneficiat de pe urma căsătoriei Charlottei și a obținut o promovare în armata hanovriană, al cărei șef era George al III-lea. În cele din urmă, Ernest a devenit guvernator miliatr de Celle în Hanovra, unde a primit-o pe sora exilată a regelui George al III-lea, regina Caroline Matilda, după ce aceasta s-a despărțit de soțul ei, Christian al VII-lea al Danemarcei.
Într-un efort de a-și plăti numeroasele datorii, în 1782 Ernest a încercat să se căsătorească cu o prințesă din Casa de Holstein-Gottorp. Totuși, faptul că era al treilea fiu și unchiul unui moștenitor pe linie masculină a limitat șansele unei alianțe dinastice. Charlotte și-a sfătuit fratele să renunțe la căsătorie, zestrea prințesei în chestiune neputând să acopere datoriile lui. Ea a sperat că regele Christian al VII-lea al Danemarcei să acorde o zestre mai mare prințesei dar a concluzionat că nu s-ar da vina pe Ernest dacă s-ar stopa planurile de căsătorie. Acest sfat sincer a fost mai târziu lăudat de fratele lor Carol, și Ernest nu s-a căsătorit. Ernest a murit la 27 ianuarie 1814, la vârsta de 71 de ani.